# RIM-55 Typhon MR
Бендикс RIM-55 Тифон MR (на английски: Bendix RIM-55 Typhon Medium Range, първоначално се обозначава като SAM-N-9) е американски зенитно-ракетен комплекс клас „кораб-въздух“ със среден обсег на действие. Разработва се от 1958 г. от американската компания „Бендикс“ по поръчка на ВМС на САЩ като част от бойната система „Тифон“. Цел на работите е създаването на многоканален зенитен комплекс, в състава на който влизат РЛС AN/SPG-59 с фазирана антенна решетка, мейнфрейм компютър, а също пускови установки за зенитни ракети с голям и среден обсег. RIM-50 Typhon MR трябва да замени ЗРК със среден обсег RIM-24 Tartar и RIM-2 Terrier.
Разработката на Typhon MR така и не излиза от „хартиения“ стадий на разработване. В конструкцията на ракетата се предполага да се използва модификация на планера на ЗУР RIM-24 Tartar, обаче, според наличните данни, нито един екземпляр на ЗУР Typhon MR така и не е произведен. Максималната наклонена далечина на действие на ракетата достига 46 км при височина на целта 15 км, а минималната ефективна далечина и височина са 2,7 км и 15 м, съответно.
В процеса на изпитанията на ЗРК с голяма далечина RIM-50 Typhon LR се проявяват голям брой технически проблеми, което в съчетание с много високата стойност на системата води до закриване на програмата през декември 1963 г. Вместо това американският флот предпочита да развива ЗУР семейство „Стандарт“.

## Тактико-технически характеристики
- Маса: 770 кг
- Дължина: 4,72 м
- Диаметър на ракетата: 0,34 м
- Размах на крилата: 0,61 м
- Скорост на полета: 4 М
- Максимална далечина: 75 км
- Досегаемост по височина: 27,4 км
- Бойна част: осколочно-фугасна, 68 кг